# Ophion terpsichore
Ophion terpsichore är en stekelart som beskrevs av Ian D. Gauld 1988. Ophion terpsichore ingår i släktet Ophion och familjen brokparasitsteklar. Inga underarter finns listade i Catalogue of Life.